# Warsop
Warsop is een civil parish in het bestuurlijke gebied Mansfield, in het Engelse graafschap Nottinghamshire met 12.365 inwoners.